# صيدلة سريرية

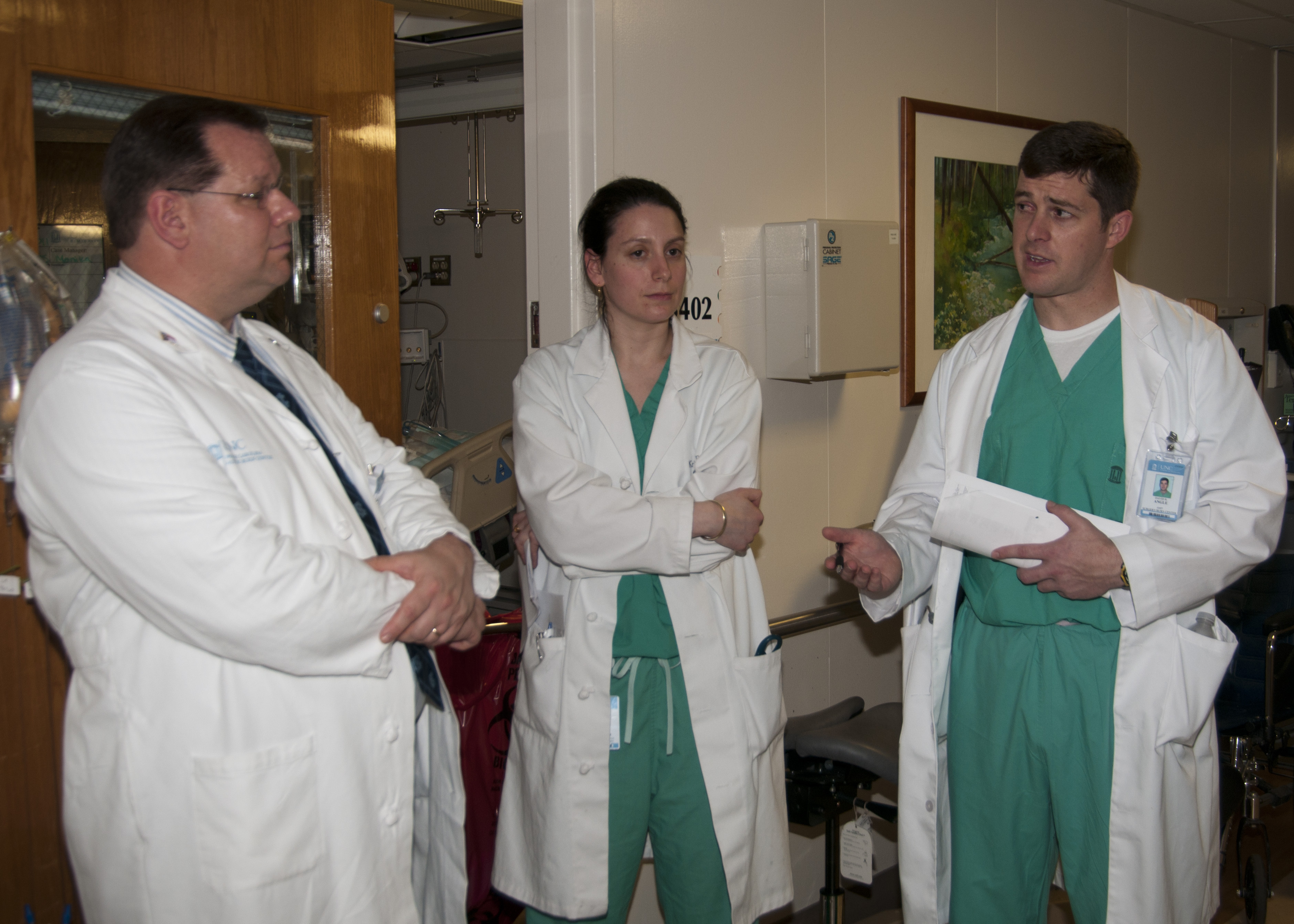

الصيدلة السَّريرية أو الصيدلة الإِكلينيكية (بالإنجليزية: Clinical pharmacy)‏ هي فِرع مِن فُروع عِلم الصيدلة حيث يقوم الصيدلي السريري "الطبيب الصيدلي " بتقديم الرعاية الطبية للمرضى داخل المستشفيات والعيادات لمساعدتهم على الشفاء ومنع الأمراض وذلك بالتأكد من إعطاء المريض الدواء بالجرعة والشكل المناسبين. ويكون ذلك بالتعاون مع الأطباء وغيرهم من المختصين في العلاج.
ولدى الصيادلة السريرين دراسة مكثفة في علوم الصيدلة، بالإضافة إلى الطب السريري والحيوي والعلوم السريرية المختلفة. يحمل الصيدلي السريري شهادة في الصيدلة السريرية وأغلبهم قد أكمل سنوات من الإقامة أو الدراسات العليا أيضا.
الصيدلة السريرية هي فرع من فروع الصيدلة حيث الصيادلة السريريون يقومون بتوفير الرعاية الصحية للمريض بأن يحققوا الاستخدام الأمثل للدواء وتعزيز الصحة والعافية، والوقاية من الأمراض. الصيادلة السريريون يهتمون بالعناية بالمرضى وصحتهم في جميع المرافق الطبية ولكن بداية الصيدلية السريرية بدأت من المستشفى وجميع المرافق الطبية. والصيادلة السريريون يتعاونون مع الأطباء والمتخصصين لتوفير الرعاية الصحية للمريض.
يعد تطبيق الصيدلة السريرية عاملا من أهم عوامل الرعاية الصحية في البلدان المتقدمة كما يساهم في تقليل حصول الأعراض الجانبية للأدوية وبالتالي تقليل التكلفة الكلية للعلاج وتقليل نسبة الوفيات بشكل عام .
الصيادلة السريرين وعلماء الجينات يتم تعليمهم برامج علمية مكثفه تتضمن مجال الطب الحيوي والسريري وعلوم الصيدلة السريرية وكيفية التواصل مع المجتمع. وأغلب الصيادلة السريرين يحوزون على شهادة دكتور في الصيدلة (pharm.D) وقاموا بإنجاز العديد من التدريبات لمدة عام أو أكثر بعد تخرجهم (مثل زمالة الصيدلة). بعض الصيادلة يختارون بأن يحوزوا على شهادة البورد من خلال هيئة التخصصات الصحية التي نظمت في عام 1976 كوكالة مستقلة عن شهادة APhA (نقابة الصيادلة الأمريكية). ويجوز للصيدلي السريري أن يصبح أخصائي في المعالجة الدوائية، أو صيدلي سريري أخصائي في علاج الأورام، أو صيدلي سريري في الطب النووي، أو صيدلي في علم التغذية، أو صيدلي في الطب النفسي ويحوز على هذه المجالات من خلال هيئة التخصصات الصحية. وأيضا يوجد مجالات فرعية في المعالجة الدوائية مثل :الطب الباطني وطب أمراض القلب ووالأمراض المعدية والنسائية والتوليد وطب الأطفال. وتضاف هذه المجالات كمؤهل للصيدلي السريري .
وحديثا تم إحداث تخصص جديد يتبع أيضا للصيدلة السريرية وهو صيدلة العمليات الجراحية (operation room pharmacy) وقد ابتدت العديد من المشافي الكبيرة في الولايات المتحدة الأمريكية بتطبيق هذا التخصص..وتكون مهمة الصيدلي في هذا التخصص بتقديم جميع المعلومات الدوائية اللازمة لإتمام العملية الجراحية وتقليل من الخطر المحتمل لأي تداخل دوائي خلال العملية الجراحية ويكون لهذا التخصص دور بارز في العمليات الجراحية المعقدة التي تتطلب تدخل العديد من الأطباء المختصيين وتتطلب استخدام الكثير من الأدوية خلال العملية الواحدة.
ولكي تحوز على أحد هذه المجالات يجب أن تكون متخصص في علم المعالجة الدوائية وبعد ذلك تقدم ملفك إلى هيئة التخصصات الصحية لمراجعة الملف واختيار إذا سيتم قبلوك في أحد هذه البرامج أو لا.
في إطار نظام الرعاية الصحية، الصيادلة السريريون هم خبراء في استخدام الأدوية العلاجية. ويقومون بعمليات روتينية لفحظ الصحية كالأطباء. الصيادلة السريريون هم المصدر الرئيسي للمعلومات صحيحة عن الأدوية ومصدر لمعلومات عن الاستخدام الآمن للدواء، ومعرفة فعاليتها وتأثيرها على المرضى. والصيدلي السريري يقوم باستقبال جميع استفسارات المرضى عن الدواء. في الماضي كانت صلاحيات الصيدلي السريري محدودة في المستشفى والعيادات الطبية والجهات التعليمية. ومع ذلك فأن الصيادلة السريريين يبذلون الجهد في أن يكونوا مصدر للمعلومات الدوائية ومراجعة قوائم الأدوية للمرضى وكل ذلك لتجنب الأخطاء الطبية في المستقبل.
في الدول المتقدمة، يقوم الصيدلي السريري بوضع خطة علاجية لكل مريض بموجب البروتوكول مع وجود أحد مقدمي الخدمات الطبية (الطبيب). وفي المملكة المتحدة تعطى الأحقية للصيدلي في التصرف بالدواء بصفه تامة دون تدخل.
الصيدلة الإكلينيكية هي فرع من فروع الصيدلة يقدم فيه الصيادلة الإكلينيكيون رعاية مباشرة للمرضى تحسن استخدام الأدوية وتعزز الصحة والعافية والوقاية من الأمراض. يهتم الصيادلة الإكلينيكيون بالمرضى في جميع أماكن الرعاية الصحية ولكن حركة الصيدلة الإكلينيكية بدأت في البداية داخل المستشفيات والعيادات. غالبًا ما يعمل الصيادلة السريريون بالتعاون مع الأطباء ومساعدي الأطباء والممرضات الممارسين وغيرهم من المتخصصين في الرعاية الصحية. يمكن للصيادلة الإكلينيكيين الدخول في اتفاقية ممارسة تعاونية رسمية مع مقدم رعاية صحية آخر، عمومًا طبيب واحد أو أكثر، يسمح للصيادلة بوصف الأدوية وطلب الاختبارات المعملية.

## التعليم والاعتماد
يتمتع الصيادلة الإكلينيكيون بتعليم مكثف في العلوم الطبية الحيوية والصيدلانية والاجتماعية والسلوكية والسريرية معظم الصيادلة الإكلينيكيين حاصلون على درجة دكتوراه في الصيدلة (دكتور صيدلة) وقد أكمل العديد منهم عامًا أو أكثر من التدريب بعد التخرج (على سبيل المثال، إقامة صيدلة عامة و / أو تخصصية). في الولايات المتحدة، يمكن للصيادلة السريريين أن يختاروا أن يصبحوا معتمدين من مجلس الإدارة من خلال مجلس التخصصات الصيدلانية (BPS)، الذي تم تنظيمه في عام 1976 كوكالة اعتماد مستقلة لجمعية الصيادلة الأمريكية. تصدق BPS الصيادلة في التخصصات التالية:
- صيدلية الرعاية الإسعافية (BCACP)
- صيدلية العناية المركزة (BCCCP)
- الصيدلة النووية (BCNP)
- صيدلية دعم التغذية (BCNSP)
- صيدلية الأورام (BCOP)
- صيدلية الأطفال (BCPPS)
- صيدلية المسنين (BCGP)
- العلاج الدوائي (BCPS)
- صيدلية الأمراض المعدية (BCIDP)
- صيدلية المستحضرات المعقمة المركبة (BCSCP)
- صيدلية أمراض القلب (BCCP)
- صيدلي زرع (BCTXP)
- صيدلية الطب النفسي (BCPP)

هناك عدة أنواع من الصيادلة الإكلينيكيين في الولايات المتحدة. في كاليفورنيا يطلق عليهم صيادلة الممارسة المتقدمة (APh).
في نيو مكسيكو، يُعرفون باسم أطباء الصيدلة (PhC) وأخيرًا في مونتانا ونورث كارولينا يُعرفون باسم ممارسي الصيدلة السريرية (CPP). يُعرف الصيادلة الإكلينيكيون في الإدارة المخضرمة باسم اختصاصيي الصيدلة السريرية (CPS). Clinical pharmacists in the Veteran Administration are known as Clinical Pharmacy Specialists (CPS).
دور في نظام الرعاية الصحية
ضمن نظام الرعاية الصحية، يعتبر الصيادلة السريريون خبراء في الاستخدام العلاجي للأدوية. يقدمون بشكل روتيني تقييمات العلاج الدوائي والتوصيات للمرضى وغيرهم من المتخصصين في الرعاية الصحية. يعتبر الصيادلة السريريون مصدرًا أساسيًا للمعلومات الصحيحة علميًا والنصائح المتعلقة بالاستخدام الآمن والمناسب والفعال من حيث التكلفة للأدوية. كما أن الصيادلة الإكلينيكيين يجعلون أنفسهم متاحين بسهولة أكبر للجمهور. في الماضي، كان الوصول إلى الصيدلي السريري مقصورًا على المستشفيات أو العيادات أو المؤسسات التعليمية. ومع ذلك، فإن الصيادلة الإكلينيكيين يتاحون من خلال الخط الساخن للمعلومات الدوائية، ومراجعة قوائم الأدوية، كل ذلك في محاولة لمنع الأخطاء الدوائية في المستقبل المنظور. في المملكة المتحدة، يشارك الصيادلة السريريون بشكل روتيني في الرعاية المباشرة للمرضى داخل المستشفيات، وبشكل متزايد في جراحات الأطباء. كما يقومون بتطوير التعليم المهني بعد التسجيل، والمناهج المهنية لتطوير القوى العاملة، وتقديم الخبرة في استخدام الأدوية للمنظمات الوطنية مثل NICE، ووزارة الصحة، وMHRA، وتطوير إرشادات الأدوية لاستخدامها في المجالات العلاجية.
يتفاعل الصيادلة السريريون مباشرة مع المرضى بعدة طرق مختلفة. يستخدمون معرفتهم بالأدوية (بما في ذلك الجرعة والتفاعلات الدوائية والآثار الجانبية والنفقات والفعالية وما إلى ذلك) لتحديد ما إذا كانت خطة الدواء مناسبة لمريضهم. إذا لم يكن الأمر كذلك، فسيقوم الصيدلي باستشارة الطبيب الأساسي للتأكد من أن المريض على خطة الدواء المناسبة. كما يعمل الصيدلي على توعية مرضاهم بأهمية تناول الأدوية وإنهائها. أظهرت الدراسات التي أجريت على إدارة الأمراض المزمنة بقيادة الصيادلة أنها كانت مرتبطة بآثار مشابهة للرعاية المعتادة وقد تحسن من تحقيق الهدف الفسيولوجي.
في بعض الولايات، يُمنح الصيادلة الإكلينيكيون سلطة وصفية بموجب بروتوكول مع مزود طبي، ويتطور نطاق ممارستهم باستمرار. يُمنح الصيادلة الإكلينيكيون في المملكة المتحدة سلطة وصفية مستقلة.
تشمل المكونات الأساسية لممارسة الصيدلة الإكلينيكية وصف الأدوية، إدارة الأدوية، ومراقبة الوصفات الطبية، وإدارة استخدام الأدوية، وتقديم المشورة للمرضى.

## المكونات الأساسية لممارسة الصيدلة السريرية
1. وصف الدواء.
2. أَخذ الدواء.
3. مُراجعة السجلات الدوائية.
4. مُراجعة تعاطي جرعات الدواء.
5. المُحادثة.
6. الاستِشارة.
7. المُراقبة.
8. التَشخيص.
9. مُحاولة تَجنب الأخطاء الدوائية.

## نطاق الصيدلة السريرية
1. معلومات عن الدواء.[19]
2. استخدام الدواء.
3. تقييم واختيار الدواء.
4. إدارة الأدوية العلاجية.
5. برنامج التدريب والممارسة.
6. مراقبة الأمراض الشائعة في الدولة.

## وصلات خارجية
- الكلية الأمريكية للصيدلة السريرية
- مجلس الإخصائين في علوم الأدوية
- نشرة الصيدلة السريرية
- مراجع العيادات